# Craniectomie

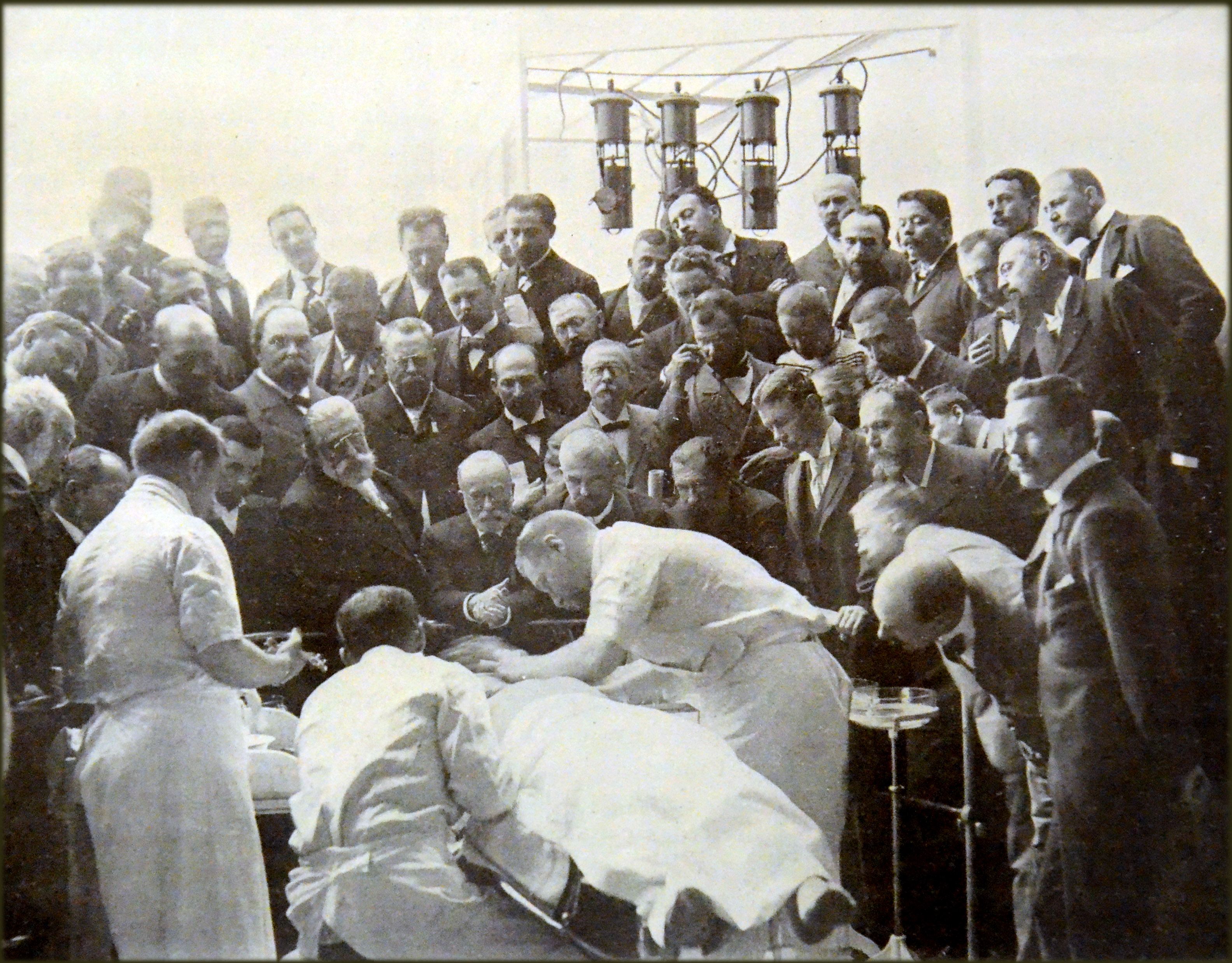
Opération de craniectomie en présence des professeurs Von Bergmann, Von Eiselberg, Keen, Levchine, Sneguireff, Glubaroff au congrès international de médecine, le 5 août 1900 ;
Photo extraite d'un article intitulé « Les progrès récents de la chirurgie » dans la Revue illustrée (tome relié 1902).

Une craniectomie, appelée aussi craniotomie, est un acte de neurochirurgie qui consiste à sectionner un ou plusieurs os du crâne  et de retirer ainsi une partie de la voûte crânienne. Elle permet ainsi d'exposer une partie du cerveau, permettant l'intervention sur ce dernier ou de parvenir à une décompression à ce niveau.

## Pratiques
Elle est couramment utilisée lors d'un traumatisme cranio-encéphalique (évacuation d'une hémorragie), en cas de phénomène infectieux (abcès cérébral) ou tumoral. Après l'intervention on fixe le volet détaché à sa place. 
Plus rarement, elle peut être utilisée au cours d'un accident vasculaire cérébral massif, concernant le plus souvent l'artère cérébrale moyenne, avec œdème cérébral non résolutif malgré un traitement médical. L'hémi craniectomie permet ainsi la décompression du cerveau et améliore la survie et la récupération fonctionnelle des patients sélectionnés, qu'ils soient jeunes ou plus âgés. La décompression pouvant demander plusieurs semaines, le cerveau doit alors être protégé par un casque, avant une chirurgie reconstructrice (soit par l'os conservé, soit par matériel synthétique).
Elle permet aussi de traiter une craniosynostose.
Une craniectomie peut être également pratiquée en obstétrique lors d'une dystocie avec un fœtus mort ; on pratique une craniotomie en croix au niveau de la partie exposée du crâne qui permettra un chevauchement osseux lors de l'accouchement (évitant ainsi à la mère une césarienne).